# (14815) Rutberg
(14815) Rutberg est un astéroïde de la ceinture principale.

## Description
(14815) Rutberg est un astéroïde de la ceinture principale. Il fut découvert le 7 octobre 1981 à Naoutchnyï par Tamara Smirnova. Il présente une orbite caractérisée par un demi-grand axe de 2,20 UA, une excentricité de 0,24 et une inclinaison de 4,5° par rapport à l'écliptique.

## Compléments